# 蒙城县农业委员会直辖村级单位
蒙城县农业委员会直辖村级单位，是中华人民共和国安徽省亳州市蒙城县下辖的一个乡镇级行政单位。

## 行政区划
蒙城县农业委员会直辖村级单位下辖以下地区：
。